# Warren Parry
Warren Parry (Wrey's Bush, 9 januari 1964) is een darter uit Nieuw-Zeeland. Zijn bijnaam is Wazza.

## Carrière
Parry haalde in 1999 de finale van de WDF World Cup Singles waarin hij verloor van Raymond van Barneveld met 1-4. Parry won de WDF Asia-Pacific Cup in 2000. In 2006 haalde Parry de PDC World Darts Championship maar hij verloor in de eerste ronde van Mark Walsh met 0-3. In 2008 haalde Parry weer de PDC World Darts Championships. Hij verliest in de eerste ronde van Alex Roy met 2-3. In 2010 verliest Parry weer in de eerste ronde. Raymond van Barneveld is met 0-3 te sterk.

## Resultaten op Wereldkampioenschappen

### WDF
- 1995: Laatste 64 (verloren van Geoff Wylie met 1-4)
- 1997: Laatste 32 (verloren van Peter Hinkley met 1-4)
- 1999: Runner-up (verloren van Raymond van Barneveld met 1-4)
- 2001: Laatste 32 (verloren van Brian Sorensen met 0-4)
- 2005: Laatste 64 (verloren van Stian Lyngfeldt met 2-4)
- 2007: Voorronde (verloren van Gudjon Hauksson met 2-4)

### PDC
- 2006: Laatste 64 (verloren van Mark Walsh met 0-3)
- 2008: Laatste 64 (verloren van Alex Roy met 2-3)
- 2010: Laatste 64 (verloren van Raymond van Barneveld met 0-3)
- 2017: Voorronde (verloren van Jerry Hendriks met 0-2)